# Le Chiffre

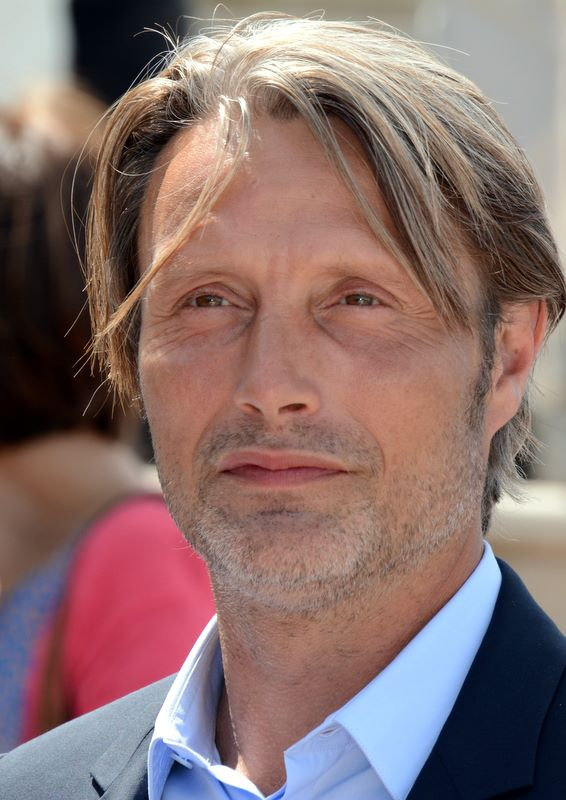
Mads Mikkelsen, intrérprete de Le Chiffre en Casino Royale.

Le Chiffre es el primer enemigo de James Bond. Apareció por primera vez en la novela Casino Royale, y ha apareció tres veces en distintos medios audiovisuales. 

## Biografía
Tiene aproximadamente 45 años de edad, según la novela Casino Royale de Ian Fleming. Es un financiero despiadado e inteligente y un buen jugador de póquer. También es un banquero privado que trabaja para terroristas aunque, al invertir el dinero de sus clientes y perderlo, es amenazado por ellos mismos para que recupere sus fondos en una partida de póquer (en la película Casino Royale, mientras que en la novela es una partida de baccarat) de altas apuestas en el Casino Royale en Montenegro.

## Actores que han interpretado a Le Chiffre
| Año  | Actor          | Película                         | James Bond   |
| ---- | -------------- | -------------------------------- | ------------ |
| 1954 | Peter Lorre    | Casino Royale (Climax!)          | Barry Nelson |
| 1967 | Orson Welles   | Casino Royale (película de 1967) | David Niven  |
| 2006 | Mads Mikkelsen | Casino Royale (película de 2006) | Daniel Craig |